# Повіт Акі (Хіросіма)
По́віт А́кі (яп. 安芸郡, あきぐん, МФА: [akʲi̥ guɴ]) — повіт в Японії, в префектурі Хіросіма.
Населення повіту становить 116 573 особи (2004). Густота населення 1588 осіб/км². Загальна площа повіту 73,41 км²

## Історія
- 1869 — повіт Акі провінції Акі.

## Населені пункти
До складу повіту входять 4 містечка:
- Кайта
- Кумано
- Сака
- Футю

## Об'єднання
1 листопада 2004 року містечко Етадзіма об'єдналося з трьома містечками повіту Саекі (Номі, Оґакі і Окімі), утворивши місто Етадзіма.
20 березня 2005 року містечка Ондо, Курахасі і Камаґарі були приєднані до міста Куре.

## Села
- Сімо-Камаґарідзіма

## Містечка
- Сімо-Камаґарі